# Smokva
Smokva (lat. Ficus) predstavlja biljni rod iz porodice dudovki (Moraceae), jedini u tribusu Ficeae.

## Rasprostranjenost
Pripadaju mu brojne vrste koje su raspoređene širom toplijih krajeva Zemlje a neke od njih (13) su i ugrožene, ili kritično ugrožene, a jedna vrsta je invazivna, to je Ficus rubiginosa.

## Zdravlje
Zbog visokog sadržaja magnezija, smokva se preporučuje protiv PMS-a. Magnezij iz smokve liječi brojne bolesti, potiče vitalnost i zdravlje i usporava proces starenja. Sušene smokve imaju trostruko više magnezija nego obične.

## Simbolika
U Starome zavjetu smokva je simbolom razmatranja Božje riječi i svih onih napora i molitava kroz koje se netko htio približiti Bogu.

## Popis tradicionalnih sorata
Petrovača bijela, Bjelica, Vodenjača, Tremenjača, Zamorčica, Zimica, Zemnjica, Petrovača crna, Bujaka, Bujaka crna, Cigulica, Crna patlidžanka, Crna rezavica, Karginja, Lopudka, Modrulja, Padovanka bijela, Vladimirska krupna bijela, Vladimirska krupna crna, Bijela sultanija, Carigradska rezavica, Crna smirnska, Crna sušilica, Sultanija crna, Zlatulja crna, Zlatulja, Bružetka crna, Bružetka, Šaraguja

## Uporaba
Najpoznatija je obična smokva (Ficus carica) čiji se plodovi - zreli ili osušeni -  prerađuju u marmeladu, rakiju i kavin surogat.

## Vrste
1. Ficus abelii Miq.
2. Ficus abscondita C.C.Berg
3. Ficus abutilifolia (Miq.) Miq.
4. Ficus acamptophylla (Miq.) Miq.
5. Ficus acreana C.C.Berg
6. Ficus aculeata A.Cunn. ex Miq.
7. Ficus adelpha K.Schum. & Lauterb.
8. Ficus adenosperma Miq.
9. Ficus adhatodifolia Schott
10. Ficus adolphi-friderici Mildbr.
11. Ficus aequatorialis Dugand
12. Ficus albert-smithii Standl.
13. Ficus albipila (Miq.) King
14. Ficus albomaculata C.C.Berg
15. Ficus allutacea Blume
16. Ficus alongensis Gagnep.
17. Ficus altissima Blume
18. Ficus amadiensis De Wild.
19. Ficus amazonica (Miq.) André
20. Ficus americana Aubl.
21. Ficus ampana C.C.Berg
22. Ficus ampelos Burm.f.
23. Ficus amplissima Sm.
24. Ficus amplocarpa Govind. & Masil.
25. Ficus ampulliformis Corner
26. Ficus anamalayana Sudhakar & G.V.S.Murthy
27. Ficus anastomosans Wall. ex Kurz
28. Ficus andamanica Corner
29. Ficus androchaete Corner
30. Ficus annulata Blume
31. Ficus anserina (Corner) C.C.Berg
32. Ficus antandronarum (H.Perrier) C.C.Berg
33. Ficus apiocarpa (Miq.) Miq.
34. Ficus apollinaris Dugand
35. Ficus araneosa King
36. Ficus arawaensis Corner
37. Ficus arbuscula K.Schum. & Lauterb.
38. Ficus archboldiana Summerh.
39. Ficus archeri Standl.
40. Ficus ardisioides Warb.
41. Ficus arfakensis King
42. Ficus aripuanensis C.C.Berg & Kooy
43. Ficus armitii King
44. Ficus arnottiana (Miq.) Miq.
45. Ficus aspera G.Forst.
46. Ficus asperifolia Miq.
47. Ficus asperiuscula Kunth & C.D.Bouché
48. Ficus asperula Bureau
49. Ficus assamica Miq.
50. Ficus assimilis Baker
51. Ficus atricha D.J.Dixon
52. Ficus aurantiacifolia Weiblen & Whitfeld
53. Ficus aurata (Miq.) Miq.
54. Ficus aurea Nutt.
55. Ficus aureobrunnea Pittier
56. Ficus aureocordata Corner
57. Ficus auricoma Corner ex C.C.Berg
58. Ficus auriculata Lour.
59. Ficus aurita Blume
60. Ficus austrina Corner
61. Ficus austrocaledonica Bureau
62. Ficus baccaureoides Corner
63. Ficus badiopurpurea Diels
64. Ficus baeuerlenii King
65. Ficus bahiensis C.C.Berg & Carauta
66. Ficus bakeri Elmer
67. Ficus balete Merr.
68. Ficus balica Miq.
69. Ficus bambusifolia Seem.
70. Ficus banahaensis Elmer
71. Ficus banosensis C.C.Berg
72. Ficus baola C.C.Berg
73. Ficus barba-jovis Corner
74. Ficus barclayana (Miq.) Miq.
75. Ficus barraui Guillaumin
76. Ficus barteri Sprague
77. Ficus bataanensis Merr.
78. Ficus beccarii King
79. Ficus beddomei King
80. Ficus benghalensis L.
81. Ficus benguetensis Merr.
82. Ficus benjamina L.
83. Ficus bernaysii King
84. Ficus bhotanica King
85. Ficus biakensis C.C.Berg
86. Ficus binnendykii (Miq.) Miq.
87. Ficus bistipulata Griff.
88. Ficus bivalvata H.Perrier
89. Ficus bizanae Hutch. & Burtt Davy
90. Ficus blepharophylla Vázq.Avila
91. Ficus boanensis C.C.Berg
92. Ficus bojeri Baker
93. Ficus boliviana C.C.Berg
94. Ficus bonijesulapensis R.M.Castro
95. Ficus boninsimae Koidz.
96. Ficus borneensis Kochummen
97. Ficus botryocarpa Miq.
98. Ficus botryoides Baker
99. Ficus bougainvillei Rech.
100. Ficus brachyclada Baker
101. Ficus brachypoda (Miq.) Miq.
102. Ficus bracteata (Miq.) Wall. ex Miq.
103. Ficus brasiliensis Link
104. Ficus brenesii Standl.
105. Ficus brevibracteata W.C.Burger
106. Ficus brittonii Bold.
107. Ficus broadwayi Urb.
108. Ficus bruneiensis Corner
109. Ficus brunneoaurata Corner
110. Ficus bubu Warb.
111. Ficus bubulia C.C.Berg
112. Ficus bukitrayaensis C.C.Berg
113. Ficus bullenei I.M.Johnst.
114. Ficus buntaensis C.C.Berg
115. Ficus burretiana Mildbr. & Hutch.
116. Ficus burtt-davyi Hutch.
117. Ficus bussei Warb. ex Mildbr. & Burret
118. Ficus caatingae R.M.Castro
119. Ficus caballina Standl.
120. Ficus cahuitensis C.C.Berg
121. Ficus calcarata Corner
122. Ficus calcicola Corner
123. Ficus caldasiana Dugand
124. Ficus calimana Dugand
125. Ficus callophylla Blume
126. Ficus callosa Willd.
127. Ficus calopilina Diels
128. Ficus calyculata Mill.
129. Ficus calyptrata Vahl
130. Ficus calyptroceras (Miq.) Miq.
131. Ficus cambodica Gagnep.
132. Ficus camptandra Diels
133. Ficus capillipes Gagnep.
134. Ficus capreifolia Delile
135. Ficus carautana L.J.Neves & Emygdio
136. Ficus carchiana C.C.Berg
137. Ficus carica L.
138. Ficus carinata C.C.Berg
139. Ficus carpentariensis D.J.Dixon
140. Ficus carpenteriana Elmer
141. Ficus carrii Corner
142. Ficus cartagenensis Dugand
143. Ficus carvajalii Pedern., Pelissari & Romaniuc
144. Ficus casapiensis (Miq.) Miq.
145. Ficus casearioides King
146. Ficus cassidyana Elmer
147. Ficus castellviana Dugand
148. Ficus catappifolia Kunth & C.D.Bouché
149. Ficus cataractorum Vieill. ex Bureau
150. Ficus cataupi Elmer
151. Ficus caulocarpa (Miq.) Miq.
152. Ficus cauta Corner
153. Ficus cavernicola C.C.Berg
154. Ficus cavronii Carrière
155. Ficus celebensis Corner
156. Ficus cerasicarpa D.J.Dixon
157. Ficus cereicarpa Corner
158. Ficus ceronii C.C.Berg
159. Ficus cervantesiana Standl. & L.O.Williams
160. Ficus cestrifolia Schott
161. Ficus chaetostyla Diels
162. Ficus changii Doweld
163. Ficus chapaensis Gagnep.
164. Ficus chaparensis C.C.Berg & Villav.
165. Ficus chaponensis Dugand
166. Ficus chartacea (Wall. ex Kurz) Wall. ex King
167. Ficus chiangraiensis Chantaras.
168. Ficus chirindensis C.C.Berg
169. Ficus chlamydocarpa Mildbr. & Burret
170. Ficus chocoensis Dugand
171. Ficus christianii Carauta
172. Ficus chrysochaete Corner
173. Ficus chrysolepis Miq.
174. Ficus cinnamomea Corner
175. Ficus citrifolia Mill.
176. Ficus clusiifolia Schott
177. Ficus coerulescens (Rusby) Rossberg
178. Ficus colobocarpa (Diels ex Corner) C.C.Berg
179. Ficus colubrinae Standl.
180. Ficus comitis King
181. Ficus complexa Corner
182. Ficus concinna (Miq.) Miq.
183. Ficus congesta Roxb.
184. Ficus conglobata King
185. Ficus conocephalifolia Ridl.
186. Ficus conraui Warb.
187. Ficus consociata Blume
188. Ficus copiosa Steud.
189. Ficus cordata Thunb.
190. Ficus cordatula Merr.
191. Ficus cornelisiana Chantaras. & Y.Q.Peng
192. Ficus corneri Kochummen
193. Ficus corneriana C.C.Berg
194. Ficus coronata Spin
195. Ficus coronulata Miq.
196. Ficus costaricana (Liebm.) Miq.
197. Ficus costata Aiton
198. Ficus cotinifolia Kunth
199. Ficus cotopaxiensis C.C.Berg
200. Ficus crassicosta Warb.
201. Ficus crassinervia Desf. ex Willd.
202. Ficus crassipes F.M.Bailey
203. Ficus crassiramea (Miq.) Miq.
204. Ficus crassiuscula Warb. ex Standl.
205. Ficus crassivenosa W.C.Burger
206. Ficus crateriformis Pedern. & Romaniuc
207. Ficus craterostoma Warb. ex Mildbr. & Burret
208. Ficus cremersii C.C.Berg
209. Ficus crescentioides Bureau
210. Ficus crocata (Miq.) Mart. ex Miq.
211. Ficus cryptosyce Corner
212. Ficus cuatrecasasiana Dugand
213. Ficus cucurbitina King
214. Ficus cumingii Miq.
215. Ficus cundinamarcensis Dugand
216. Ficus cupulata Haines
217. Ficus curtipes Corner
218. Ficus cuspidata Reinw. ex Blume
219. Ficus cyathistipula Warb.
220. Ficus cyathistipuloides De Wild.
221. Ficus cyclophylla (Miq.) Miq.
222. Ficus cynaroides Corner
223. Ficus cyrtophylla (Miq.) Miq.
224. Ficus daimingshanensis S.S.Chang
225. Ficus dalbertisii King
226. Ficus dalhousiae (Miq.) Miq.
227. Ficus dammaropsis Diels
228. Ficus davidsoniae Standl.
229. Ficus decipiens Reinw. ex Blume
230. Ficus delosyce Corner
231. Ficus deltoidea Jack
232. Ficus demeusei Warb.
233. Ficus dendrocida Kunth
234. Ficus densechini Corner
235. Ficus densifolia Miq.
236. Ficus densistipulata De Wild.
237. Ficus depressa Blume
238. Ficus destruens F.Muell. ex C.T.White
239. Ficus detonsa Corner
240. Ficus devestiens Corner
241. Ficus dewolfii Pedern. & Romaniuc
242. Ficus diamantina A.F.P.Machado & L.P.Queiroz
243. Ficus diamantiphylla Corner
244. Ficus diandra Corner
245. Ficus dicranostyla Mildbr.
246. Ficus dimorpha King
247. Ficus dinganensis S.S.Chang
248. Ficus dissipata Corner
249. Ficus disticha Blume
250. Ficus distichoidea Diels
251. Ficus diversiformis Miq.
252. Ficus dodsonii C.C.Berg
253. Ficus donnell-smithii Standl.
254. Ficus drupacea Thunb.
255. Ficus dryepondtiana Gentil
256. Ficus duartei C.C.Berg & Carauta
257. Ficus duckeana C.C.Berg & J.E.L.Ribeiro
258. Ficus dugandii Standl.
259. Ficus dulciaria Dugand
260. Ficus dzumacensis Guillaumin
261. Ficus ecuadorensis C.C.Berg
262. Ficus edanoi Merr.
263. Ficus edelfeltii King
264. Ficus elastica Roxb. ex Hornem.
265. Ficus elasticoides De Wild.
266. Ficus eliadis Standl.
267. Ficus elmeri Merr.
268. Ficus endochaete Summerh.
269. Ficus endospermifolia Corner
270. Ficus enormis (Miq.) Miq.
271. Ficus erecta Thunb.
272. Ficus erinobotrya Corner
273. Ficus ernanii Carauta, Pederneir., P.P.Souza, A.F.P.Machado, M.D.M.Vianna
274. Ficus erythrosperma Miq.
275. Ficus esquirolii H.Lév. & Vaniot
276. Ficus estanislana Dugand
277. Ficus eumorpha Corner
278. Ficus eustephana Diels
279. Ficus exasperata Vahl
280. Ficus excavata King
281. Ficus eximia Schott
282. Ficus faulkneriana C.C.Berg
283. Ficus fengkaiensis Doweld
284. Ficus fergusonii (King) T.B.Worth. ex Corner
285. Ficus filicauda Hand.-Mazz.
286. Ficus fischeri Warb. ex Mildbr. & Burret
287. Ficus fiskei Elmer
288. Ficus fistulosa Reinw. ex Blume
289. Ficus flagellaris Diels
290. Ficus flavistipulata C.C.Berg
291. Ficus floccifera Diels
292. Ficus floresana C.C.Berg
293. Ficus formosana Maxim.
294. Ficus forstenii Miq.
295. Ficus francisci H.J.P.Winkl.
296. Ficus francoae C.C.Berg
297. Ficus fraseri Miq.
298. Ficus fresnoensis Dugand
299. Ficus fulva Reinw. ex Blume
300. Ficus fulvopilosa Summerh.
301. Ficus funiculicaulis C.C.Berg
302. Ficus funiculosa Corner
303. Ficus fuscata Summerh.
304. Ficus fusuiensis S.S.Chang
305. Ficus gamostyla Kochummen
306. Ficus garcia-barrigae Dugand
307. Ficus geniculata Kurz
308. Ficus geocarpa Teijsm. ex Miq.
309. Ficus geocharis Corner
310. Ficus gibbsiae Ridl.
311. Ficus gigantifolia Merr.
312. Ficus gigantosyce Dugand
313. Ficus gilapong Miq.
314. Ficus glaberrima Blume
315. Ficus glabristipulata C.C.Berg
316. Ficus glandifera Summerh.
317. Ficus glandulifera (Wall. ex Miq.) King
318. Ficus glareosa Elmer
319. Ficus globosa Blume
320. Ficus glumosa Delile
321. Ficus godeffroyi Warb.
322. Ficus goiana C.C.Berg, Carauta & A.F.P.Machado
323. Ficus goldmanii Standl.
324. Ficus gomelleira Kunth & C.D.Bouché
325. Ficus goniophylla Corner
326. Ficus gorontaloensis C.C.Berg & Culmsee
327. Ficus gracillima Diels
328. Ficus granatum G.Forst.
329. Ficus grandiflora Corner
330. Ficus gratiosa Corner
331. Ficus greenwoodii Summerh.
332. Ficus grevei Baill.
333. Ficus grewiifolia Blume
334. Ficus griffithii (Miq.) Miq.
335. Ficus grossularioides Burm.f.
336. Ficus gryllus Corner
337. Ficus guangxiensis S.S.Chang
338. Ficus guatiquiae Dugand
339. Ficus guayaquilensis Dugand
340. Ficus guizhouensis X.S.Zhang
341. Ficus gul K.Schum. & Lauterb.
342. Ficus guntheri J.H.Torres
343. Ficus guttata (Wight) Wight ex King
344. Ficus gymnorygma Summerh.
345. Ficus habrophylla G.Benn. ex Seem.
346. Ficus hadroneura Diels
347. Ficus hahliana Diels
348. Ficus halmaherae Corner
349. Ficus hartwegii Miq.
350. Ficus hatschbachii C.C.Berg & Carauta
351. Ficus hebetifolia Dugand
352. Ficus hederacea Roxb.
353. Ficus hemsleyana King
354. Ficus henneana Miq.
355. Ficus henryi Warb. ex Diels
356. Ficus herthae Diels
357. Ficus hesperidiiformis King
358. Ficus heteromorpha Hemsl.
359. Ficus heterophylla L.f.
360. Ficus heteropleura Blume
361. Ficus heteropoda Miq.
362. Ficus heteroselis Bureau
363. Ficus heterostyla Merr.
364. Ficus hirsuta Schott
365. Ficus hispida L.f.
366. Ficus holosericea Schott
367. Ficus hombroniana Corner
368. Ficus hondurensis Standl. & L.O.Williams
369. Ficus hookeriana Corner
370. Ficus hotteana Ekman ex Rossbach
371. Ficus humbertii C.C.Berg
372. Ficus hurlimannii Guillaumin
373. Ficus hypobrunnea Corner
374. Ficus hypogaea King
375. Ficus hypophaea Schltr. ex Diels
376. Ficus ihuensis Summerh.
377. Ficus iidaiana Rehder & E.H.Wilson
378. Ficus ilias-paiei Kochummen
379. Ficus ilicina (Sond.) Miq.
380. Ficus illiberalis Corner
381. Ficus imbricata Corner
382. Ficus immanis Corner
383. Ficus inaequifolia Elmer
384. Ficus inaequipetiolata Merr.
385. Ficus indigofera Rech.
386. Ficus ingens (Miq.) Miq.
387. Ficus insculpta Summerh.
388. Ficus insipida Willd.
389. Ficus intramarginalis Miq.
390. Ficus involucrata Blume
391. Ficus iodotricha Diels
392. Ficus ischnopoda Miq.
393. Ficus itoana Diels
394. Ficus ixoroides Corner
395. Ficus jacobii Vázq.Avila
396. Ficus jacobsii C.C.Berg
397. Ficus jaheriana Corner
398. Ficus jambiensis C.C.Berg
399. Ficus jansii Boutique
400. Ficus jaramilloi Dugand
401. Ficus jarawae G.K.Upadhyay & Chakrab.
402. Ficus jimiensis C.C.Berg
403. Ficus johannis Boiss.
404. Ficus juglandiformis King
405. Ficus kalimantana C.C.Berg
406. Ficus kamerunensis Warb. ex Mildbr. & Burret
407. Ficus karthalensis C.C.Berg
408. Ficus katendei Verdc.
409. Ficus kerkhovenii Koord. & Valeton
410. Ficus kjellbergii Corner
411. Ficus kochummeniana C.C.Berg
412. Ficus kofmaniae C.C.Berg
413. Ficus koutumensis Corner
414. Ficus krishnae C.DC.
415. Ficus krugiana Warb.
416. Ficus krukovii Standl.
417. Ficus kuchinensis C.C.Berg
418. Ficus kurzii King
419. Ficus lacor Buch.-Ham.
420. Ficus laevicarpa Elmer
421. Ficus laevis Blume
422. Ficus lagoensis C.C.Berg & Carauta
423. Ficus lamponga Miq.
424. Ficus lanata Blume
425. Ficus lancibracteata Corner
426. Ficus langkokensis Drake
427. Ficus lapathifolia (Liebm.) Miq.
428. Ficus lasiocarpa Miq.
429. Ficus lasiosyce J.A.González & Poveda
430. Ficus lateriflora Vahl
431. Ficus latimarginata Corner
432. Ficus latipedunculata Pedern., Romaniuc & Mansano
433. Ficus laureola Warb. ex C.C.Berg & Carauta
434. Ficus lauretana Vázq.Avila
435. Ficus laurifolia Lam.
436. Ficus lawesii King
437. Ficus lawrancei Standl.
438. Ficus lecardii Warb.
439. Ficus lehmannii Standl.
440. Ficus leiocarpa (Bureau) Warb.
441. Ficus leiophylla C.C.Berg
442. Ficus leonensis Hutch.
443. Ficus lepicarpa Blume
444. Ficus leptocalama Corner
445. Ficus leptoclada Benth.
446. Ficus leptodictya Diels
447. Ficus leptogramma Corner
448. Ficus lifouensis Corner
449. Ficus lilliputiana D.J.Dixon
450. Ficus limosa C.C.Berg
451. Ficus linearifolia Elmer
452. Ficus lingua Warb. ex De Wild. & T.Durand
453. Ficus litseifolia Corner
454. Ficus longecuspidata Warb.
455. Ficus longibracteata Corner
456. Ficus longifolia Schott
457. Ficus longistipulata Kochummen
458. Ficus louisii Boutique & J.Léonard
459. Ficus lowii King
460. Ficus lumutana C.C.Berg
461. Ficus luschnathiana (Miq.) Miq.
462. Ficus lutea Vahl
463. Ficus lyrata Warb.
464. Ficus macbridei Standl.
465. Ficus machetana Dugand
466. Ficus machupicchuensis C.C.Berg
467. Ficus macilenta King
468. Ficus maclellandii King
469. Ficus macrophylla Pers.
470. Ficus macropodocarpa H.Lév. & Vaniot
471. Ficus macrorrhyncha Lauterb. & K.Schum.
472. Ficus macrostyla Corner
473. Ficus macrosyce Pittier
474. Ficus macrothyrsa Corner
475. Ficus madagascariensis C.C.Berg
476. Ficus magdalenica Dugand
477. Ficus magnoliifolia Blume
478. Ficus magwana C.C.Berg
479. Ficus maialis Guillaumin
480. Ficus maitin Pittier
481. Ficus malayana C.C.Berg & Chantaras.
482. Ficus manuselensis C.C.Berg
483. Ficus mariae C.C.Berg, Emygdio & Carauta
484. Ficus marmorata Bojer ex Baker
485. Ficus maroma A.Cast.
486. Ficus maroniensis Benoist
487. Ficus masonii Horne ex Baker
488. Ficus matanoensis C.C.Berg
489. Ficus mathewsii (Miq.) Miq.
490. Ficus matiziana Dugand
491. Ficus mauritiana Lam.
492. Ficus maxima Mill.
493. Ficus maximoides C.C.Berg
494. Ficus megaleia Corner
495. Ficus megalophylla Diels
496. Ficus meistosyce Standl. & L.O.Williams
497. Ficus melinocarpa Blume
498. Ficus membranacea C.Wright
499. Ficus menabeensis H.Perrier
500. Ficus merrittii Merr.
501. Ficus mexicana (Miq.) Miq.
502. Ficus microcarpa L.f.
503. Ficus microdictya Diels
504. Ficus microphylla Salzm. ex Miq.
505. Ficus microsphaera Warb.
506. Ficus microsyce Ridl.
507. Ficus microtophora Corner
508. Ficus middletonii Chantaras.
509. Ficus midotis Corner
510. Ficus minahassae (Teijsm. & Vriese) Miq.
511. Ficus miqueliana C.C.Berg
512. Ficus mollicula Pittier
513. Ficus mollior F.Muell. ex Benth.
514. Ficus mollis Vahl
515. Ficus mollissima Ridl.
516. Ficus montana Burm.f.
517. Ficus morobensis C.C.Berg
518. Ficus mucuso Welw. ex Ficalho
519. Ficus muelleriana C.C.Berg
520. Ficus multistipularis Merr.
521. Ficus mutabilis Bureau
522. Ficus mutisii Dugand
523. Ficus myiopotamica C.C.Berg
524. Ficus nana Corner
525. Ficus napoensis S.S.Chang
526. Ficus nasuta Summerh.
527. Ficus natalensis Hochst.
528. Ficus nebulosilvana N.Medina
529. Ficus neriifolia Sm.
530. Ficus nervosa B.Heyne ex Roth
531. Ficus nhatrangensis Gagnep.
532. Ficus nigropunctata Warb. ex Mildbr. & Burret
533. Ficus nigrotuberculata Pelissari & Romaniuc
534. Ficus nishimurae Koidz.
535. Ficus nitidifolia Bureau
536. Ficus nota (Blanco) Merr.
537. Ficus novae-georgiae Corner
538. Ficus novahibernica Corner
539. Ficus nymphaeifolia Mill.
540. Ficus obliqua G.Forst.
541. Ficus obpyramidata King
542. Ficus obscura Blume
543. Ficus obtusifolia Kunth
544. Ficus obtusiuscula (Miq.) Miq.
545. Ficus ocoana Dugand
546. Ficus odoardi King
547. Ficus odorata (Blanco) Merr.
548. Ficus oleifolia King
549. Ficus oleracea Corner
550. Ficus opposita Miq.
551. Ficus oreodryadum Mildbr.
552. Ficus oreophila Ridl.
553. Ficus oresbia C.C.Berg
554. Ficus orocuensis Dugand
555. Ficus orthoneura H.Lév. & Vaniot
556. Ficus osensis C.C.Berg
557. Ficus otophora Corner & Guillaumin
558. Ficus otophoroides Corner
559. Ficus ottoniifolia (Miq.) Miq.
560. Ficus ovatacuta Corner
561. Ficus oxymitroides Corner
562. Ficus pachyclada Baker
563. Ficus pachyneura C.C.Berg
564. Ficus pachyrrhachis K.Schum. & Lauterb.
565. Ficus pachysycia Diels ex Corner
566. Ficus padana Burm.f.
567. Ficus pakkensis Standl.
568. Ficus pallescens (Weiblen) C.C.Berg
569. Ficus pallida Vahl
570. Ficus palmarensis N.Medina
571. Ficus palmata Forssk.
572. Ficus paludica Standl.
573. Ficus pancheriana Bureau
574. Ficus pandurata Hance
575. Ficus pantoniana King
576. Ficus panurensis Standl.
577. Ficus paoana C.C.Berg
578. Ficus papuana Corner
579. Ficus paracamptophylla Corner
580. Ficus paraensis (Miq.) Miq.
581. Ficus parietalis Blume
582. Ficus parvibracteata Corner
583. Ficus pastasana C.C.Berg
584. Ficus patellata Corner
585. Ficus pedunculosa Miq.
586. Ficus pellucidopunctata Griff.
587. Ficus pendens Corner
588. Ficus peninsula Elmer ex C.C.Berg
589. Ficus perfulva Elmer ex Merr.
590. Ficus periptera D.Fang & D.H.Qin
591. Ficus pertusa L.f.
592. Ficus petiolaris Kunth
593. Ficus phaeobullata Corner
594. Ficus phaeosyce K.Schum. & Lauterb.
595. Ficus phanrangensis Gagnep.
596. Ficus phatnophylla Diels
597. Ficus pilulifera Corner
598. Ficus pisocarpa Blume
599. Ficus platyphylla Delile
600. Ficus platypoda (Miq.) A.Cunn. ex Miq.
601. Ficus plectonervata N.Medina
602. Ficus pleiadenia Diels
603. Ficus pleurocarpa F.Muell.
604. Ficus pleyteana Corner
605. Ficus podocarpifolia Corner
606. Ficus polita Vahl
607. Ficus politoria Lam.
608. Ficus polyantha Warb.
609. Ficus polynervis S.S.Chang
610. Ficus polyphlebia Baker
611. Ficus popayanensis Standl.
612. Ficus popenoei Standl.
613. Ficus populifolia Vahl
614. Ficus porata C.C.Berg
615. Ficus porphyrochaete Corner
616. Ficus porrecta (Corner) C.C.Berg
617. Ficus praestans Corner
618. Ficus praetermissa Corner
619. Ficus prasinicarpa Elmer ex C.C.Berg
620. Ficus preussii Warb.
621. Ficus primaria Corner
622. Ficus pringlei S.Watson
623. Ficus pritchardii Seem.
624. Ficus profusa Corner
625. Ficus prolixa G.Forst.
626. Ficus prostrata (Wall. ex Miq.) Buch.-Ham. ex Miq.
627. Ficus pseudocaulocarpa Chantaras.
628. Ficus pseudoconcinna Chantaras.
629. Ficus pseudojaca Corner
630. Ficus pseudomangifera Hutch.
631. Ficus pseudopalma Blanco
632. Ficus pseudowassa Corner
633. Ficus pteroporum Guillaumin
634. Ficus pubigera (Corner) Brandis
635. Ficus pubilimba Merr.
636. Ficus pubipetiola Chantaras.
637. Ficus pulchella Schott
638. Ficus pumila L.
639. Ficus punctata Thunb.
640. Ficus pungens Reinw. ex Blume
641. Ficus pustulata Elmer
642. Ficus pygmaea Welw. ex Hiern
643. Ficus pyriformis Hook. & Arn.
644. Ficus quercetorum Corner
645. Ficus quichauensis S.S.Chang
646. Ficus quichuana C.C.Berg
647. Ficus quistocochensis C.C.Berg
648. Ficus racemifera Roxb.
649. Ficus racemigera Bureau
650. Ficus racemosa L.
651. Ficus recurva Blume
652. Ficus recurvata De Wild.
653. Ficus reflexa Thunb.
654. Ficus religiosa L.
655. Ficus remifolia Corner ex C.C.Berg
656. Ficus retusa L.
657. Ficus rheedei J.Graham
658. Ficus rhizophoriphylla King
659. Ficus ribes Reinw. ex Blume
660. Ficus richteri Dugand
661. Ficus ridleyana C.C.Berg & Chantaras.
662. Ficus rieberiana C.C.Berg
663. Ficus riedelii Teijsm. ex Miq.
664. Ficus rigo F.M.Bailey
665. Ficus rimacana C.C.Berg
666. Ficus rivularis Merr.
667. Ficus robusta Corner
668. Ficus romeroi Dugand
669. Ficus roraimensis C.C.Berg
670. Ficus rosulata C.C.Berg
671. Ficus rubiginosa Desf. ex Vent.
672. Ficus rubra Vahl
673. Ficus rubrijuvenis Weiblen & Whitfeld
674. Ficus rubrivestimenta Weiblen & Whitfeld
675. Ficus rubrocuspidata Corner
676. Ficus rubromidotis Corner
677. Ficus rubrosyce C.C.Berg
678. Ficus ruficaulis Merr.
679. Ficus ruginervia Corner
680. Ficus rumphii Blume
681. Ficus ruspolii Warb.
682. Ficus ruyuanensis X.S.Zhang
683. Ficus rzedowskiana Carvajal & Cuevas-Figueroa
684. Ficus sabahana Kochummen
685. Ficus saccata Corner
686. Ficus sageretina Diels
687. Ficus sagittata Vahl
688. Ficus sagittifolia Warb. ex Mildbr. & Burret
689. Ficus salicaria C.C.Berg
690. Ficus salicifolia Vahl
691. Ficus salomonensis Rech.
692. Ficus samarana C.C.Berg
693. Ficus samoensis Summerh.
694. Ficus sandanakana C.C.Berg
695. Ficus sangumae Weiblen & Whitfeld
696. Ficus sansibarica Warb.
697. Ficus santanderiana Dugand
698. Ficus sarawakensis Corner
699. Ficus sarmentosa Buch.-Ham. ex Sm.
700. Ficus saruensis C.C.Berg
701. Ficus satterthwaitei Elmer
702. Ficus saurauioides Diels
703. Ficus saussureana DC.
704. Ficus saxophila Blume
705. Ficus scaberrima Blume
706. Ficus scabra G.Forst.
707. Ficus scaposa Corner
708. Ficus scassellatii Pamp.
709. Ficus schefferiana King
710. Ficus schippii Standl.
711. Ficus schumacheri (Liebm.) Griseb.
712. Ficus schumanniana Warb.
713. Ficus schwarzii Koord.
714. Ficus sciaphila Corner
715. Ficus sclerosycia C.C.Berg
716. Ficus scobina Benth.
717. Ficus scopulifera C.C.Berg
718. Ficus scott-elliottii Mildbr. & Burret
719. Ficus scratchleyana King
720. Ficus segoviae Miq.
721. Ficus semicordata Buch.-Ham. ex Sm.
722. Ficus semivestita Corner
723. Ficus septica Burm.f.
724. Ficus serraria Miq.
725. Ficus setiflora Stapf
726. Ficus setulosa C.C.Berg
727. Ficus simplicissima Lour.
728. Ficus singalana King
729. Ficus sinociliata Z.K.Zhou & M.G.Gilbert
730. Ficus sinuata Thunb.
731. Ficus smithii Horne ex Baker
732. Ficus soatensis Dugand
733. Ficus sodiroi Rossberg
734. Ficus soepadmoi Kochummen
735. Ficus sohotonensis C.C.Berg
736. Ficus solomonensis Doweld
737. Ficus sorongensis C.C.Berg
738. Ficus spathulifolia Corner
739. Ficus sphenophylla Standl.
740. Ficus spiralis Corner
741. Ficus squamosa Roxb.
742. Ficus stellaris C.C.Berg
743. Ficus stipata King
744. Ficus stolonifera King
745. Ficus storckii Seem.
746. Ficus stricta (Miq.) Miq.
747. Ficus stuhlmannii Warb.
748. Ficus subcaudata C.C.Berg
749. Ficus subcongesta Corner
750. Ficus subcordata Blume
751. Ficus subcostata De Wild.
752. Ficus subcuneata Miq.
753. Ficus subfulva Corner
754. Ficus subgelderi Corner
755. Ficus subglabritepala C.C.Berg
756. Ficus subincisa Buch.-Ham. ex Sm.
757. Ficus sublimbata Corner
758. Ficus submontana C.C.Berg
759. Ficus subnervosa Corner
760. Ficus subpisocarpa Gagnep.
761. Ficus subpuberula Corner
762. Ficus subsagittifolia Mildbr. ex C.C.Berg
763. Ficus subsidens Corner
764. Ficus subterranea Corner
765. Ficus subtrinervia K.Schum. & Lauterb.
766. Ficus subulata Blume
767. Ficus suffruticosa Corner
768. Ficus sulawesiana C.C.Berg & Culmsee
769. Ficus sulcata Elmer
770. Ficus sumacoana C.C.Berg
771. Ficus sumatrana (Miq.) Miq.
772. Ficus sundaica Blume
773. Ficus superba (Miq.) Miq.
774. Ficus supfiana Schltr. ex Diels
775. Ficus supperforata Corner
776. Ficus sur Forssk.
777. Ficus sycomorus L.
778. Ficus talbotii King
779. Ficus tamayoana Cuev.-Fig. & Carvajal
780. Ficus tannoensis Hayata
781. Ficus tanypoda Corner
782. Ficus tarennifolia Corner
783. Ficus temburongensis C.C.Berg
784. Ficus tenuicuspidata Corner
785. Ficus tepuiensis C.C.Berg & Simonis
786. Ficus tequendamae Dugand
787. Ficus ternatana (Miq.) Miq.
788. Ficus tesselata Warb.
789. Ficus tettensis Hutch.
790. Ficus thailandica C.C.Berg & S.Gardner
791. Ficus theophrastoides Seem.
792. Ficus thonningii Blume
793. Ficus tikoua Bureau
794. Ficus tiliifolia Baker
795. Ficus tinctoria G.Forst.
796. Ficus tonduzii Standl.
797. Ficus tonsa Miq.
798. Ficus torrentium H.Perrier
799. Ficus torresiana Standl.
800. Ficus tovarensis Pittier
801. Ficus trachelosyce Dugand
802. Ficus trachycoma Miq.
803. Ficus trachypison K.Schum. & Lauterb.
804. Ficus trapezicola Dugand
805. Ficus travancorica King
806. Ficus tremula Warb.
807. Ficus treubii King
808. Ficus trianae Dugand
809. Ficus trichocarpa Blume
810. Ficus trichocerasa Diels
811. Ficus trichoclada Baker
812. Ficus trichopoda Baker
813. Ficus tricolor Miq.
814. Ficus trigona L.f.
815. Ficus trigonata L.
816. Ficus triloba Buch.-Ham. ex Voigt
817. Ficus trimenii King ex Trimen
818. Ficus triradiata Corner
819. Ficus tristaniifolia Corner
820. Ficus trivia Corner
821. Ficus tsiangii Merr. ex Corner
822. Ficus tsjakela Burm.f.
823. Ficus tubulosa Pelissari & Romaniuc
824. Ficus tulipifera Corner
825. Ficus tunicata Corner
826. Ficus tuphapensis Drake
827. Ficus turrialbana W.C.Burger
828. Ficus ulei Rossberg
829. Ficus ulmifolia Lam.
830. Ficus umbellata Vahl
831. Ficus umbonata Reinw. ex Blume
832. Ficus uncinata (King) Becc.
833. Ficus uniauriculata Warb.
834. Ficus uniglandulosa Wall.
835. Ficus urnigera Miq.
836. Ficus ursina Standl.
837. Ficus usambarensis Warb.
838. Ficus vaccinioides Hemsl. & King
839. Ficus valaria C.C.Berg
840. Ficus vallis-caucae Dugand
841. Ficus vallis-choudae Delile
842. Ficus variegata Blume
843. Ficus variifolia Warb.
844. Ficus variolosa Lindl. ex Benth.
845. Ficus vasculosa Wall. ex Miq.
846. Ficus vasta Forssk.
847. Ficus velutina Humb. & Bonpl. ex Willd.
848. Ficus venezuelensis C.C.Berg
849. Ficus vermifuga (Miq.) Miq.
850. Ficus verruculosa Warb.
851. Ficus versicolor Bureau
852. Ficus verticillaris Corner
853. Ficus vieillardiana Bureau
854. Ficus villosa Blume
855. Ficus virens Aiton
856. Ficus virescens Corner
857. Ficus virgata Reinw. ex Blume
858. Ficus vitiensis Seem.
859. Ficus vittata Vázq.Avila
860. Ficus vogeliana (Miq.) Miq.
861. Ficus vrieseana Miq.
862. Ficus wakefieldii Hutch.
863. Ficus wamanguana Weiblen & Whitfeld
864. Ficus warburgii Elmer
865. Ficus wassa Roxb.
866. Ficus watkinsiana F.M.Bailey
867. Ficus webbiana (Miq.) Miq.
868. Ficus wildemaniana Warb.
869. Ficus xylophylla (Miq.) Wall. ex Miq.
870. Ficus yoponensis Desv.
871. Ficus ypsilophlebia Dugand
872. Ficus yunnanensis S.S.Chang
873. Ficus zuliensis C.C.Berg & Simonis

## Galerija
- Plodovi smokve.
- Smokva u proljeće.
- Plodovi u različitim stadijima zrelosti